# Plesiosaurus
Plesiosaurus (greacă: πλησιος/plesios, „aproape de” + σαυρος/sauros, „șopârlă”) este un gen extinct de mari reptile marine  sauropterygian, care a trăit în prima parte a Jurasicului și este cunoscut după scheletele aproape complete descoperite în Anglia. Se distinge prin capul mic, gâtul lung și subțire, corpul larg asemănător cu țestoasele, coada scurtă și două perechi de aripioare mari, alungite. El dă numele ordinului Plesiosauria, din care este un membru primitiv și tipic. Conține o singură specie, specia tip fiind Plesiosaurus dolichodeirus.  Alte specii odată atribuite acestui gen, inclusiv P. brachypterygius, P. guilielmiiperatoris și  P. tournemirensis au fost reasignate unor genuri noi, cum ar fi: Hydrorion, Seeleyosaurus și Occitanosaurus.

## Descriere

Plesiosaurus și un om la scară.

Comparativ cu alte genuri de plesiosaur, Plesiosaurus are un cap mic. Craniul este mult mai îngust decât lung, atingând lățimea cea mai mare chiar în spatele ochilor. Plesiosaurus a fost un plesiozaur cu dimensiuni moderate care a crescut până la o lungime de aproximativ 3,5 metri. Are aproximativ 40 de vertebre cervicale (vertebrele gâtului), existând diferite exemplare care păstrează 38 până la 42 de vertebre cervicale. În general, vertebrele cervicale sunt relativ alungite, fiind puțin mai lungi decât înalte. 

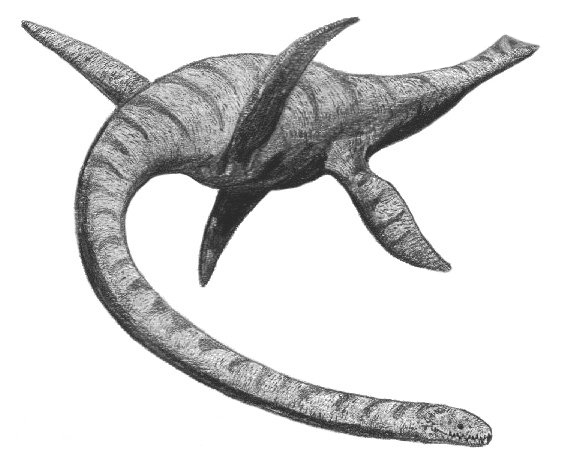
Restaurare P. dolichodeirus

Botul lui era scurt, dar gura i se putea deschide mult, iar maxilarul era format dintr-o serie de dinți conici, precum cei ai Gavialis gangeticus. 
Coaste se găsesc de la gât la coadă. Coaste cervicale au formă de topor și două capete articulare. Coastele dorsale sunt groase și au un singur cap. Humerusul (partea superioară a brațului osos) are o curbură distinctă, care pare a fi păstrat caracteristica primitivă printre sauropterygiani. Coada era scurtă și dreaptă. Membrele erau aripioare alungite, compuse din cinci degete complete, fiecare având un număr mare de falange. Au fost descoperite unele urme de piele, care sugerează că pielea era netedă și nu solzoasă.
Primul schelet complet al Plesiosaurului a fost descoperit de paleontologul și vânătorul de fosile Mary Anning, în rocile Sinemurian (Jurasicul timpuriu) din grupul Lias, Anglia, în decembrie 1823. Ulterior au fost găsite alte fosile de  Plesiosaurus în același loc,  timp de mai mulți ani, „până la încetarea activităților de carieră din cadrul grupului Lias, la începutul acestui secol [XX]."
Plesiosaurus a fost unul dintre primele „reptile antediluviene” descoperite și a suscitat un mare interes în Anglia victoriană. A fost numit „aproape șopârlă” de William Conybeare și Henry De la Beche, pentru a indica faptul că era mai mult ca o reptilă normală decât  Ichthyosaurus, care fusese găsit în aceleași straturi de rocă cu doar câțiva ani mai devreme. 